# Ro Heilbron
Ronald George (Ro) Heilbron (Paramaribo, 6 december 1938 - Rotterdam, 29 maart 2014) was een in Nederland werkzaam kunstenaar van Surinaamse afkomst.

## Opleiding
Ro Heilbron leerde de techniek van het grafisch bedrijf (letterzetten, opmaak, fotografie) in verschillende drukkerijen in Paramaribo. In het dagblad De Ware Tijd maakte hij de tekeningen bij de strip Terugkeer naar het graf met tekst van Celsius Tjong A Kiet. Op de School voor Beeldende Kunst van Nola Hatterman maakt hij kennis met verschillende andere Surinaamse kunstenaars (Armand Baag, Ruben Karsters, Jules Chin A Foeng, Errol Flu), maar hij verlaat de school al spoedig. Onder aanmoediging van Erwin de Vries gaat hij zijn  eigen kunstzinnige weg en in 1963 heeft hij zijn eigen eerste expositie in hotel Torarica in Paramaribo. Hij werkt nog even voor het dagblad De Vrije Stem, om vervolgens als order-voorbereider en grafisch tekenaar bij drukkerij Eldorado te gaan werken. In 1968 wordt hij bedrijfsleider bij drukkerij Inalca en tevens opmaakredacteur van De Volksbode. Van 1964 tot 1970 geeft hij samen met zijn vrouw, Jeanet Callender, het jongerenmagazine Yeah uit.

## Nederland
In 1970 ging Ro Heilbron naar Nederland, waar hij voor verschillende drukkerijen kwam te werken. Aan de Rotterdamse Akademie van Beeldende Kunsten bekwaamde hij zich in keramische technieken. Met steun van de Sticusa hield hij in 1971 zijn eerste expositie in Rotterdam, met grote regelmaat volgden de exposities elkaar daarna op, in Nederland, Suriname, Zweden en West-Duitsland. Samen met Wim Gerritsen opende hij in 1976 in Rotterdam Galerie Solidair, die tot 2015 zou blijven bestaan. Behalve zijn eigen scheppend werk, vervaardigde Heilbron ook veel toegepast grafisch werk in opdracht van anderen: pamfletten, kaarten, kalenders, lay-out van tijdschriften, boeken en cd-hoesjes, en hij ontwierp ook toneeldécors.

## Techniek/thematiek
Heilbron werkte zowel in olieverf (op doek en paneel) als met drukinkt op canvas. Heilbron schilderde figuratief en zijn werk sloot sterk aan bij de vaak ‘primitief’ genoemde, kleurrijke wijze van weergeven waarmee bijvoorbeeld de schilderkunst van Haïti zo bekend is geworden. Aanvankelijk legde hij zich vooral toe op sociaal-politieke onderwerpen als de armoede, honger en onderdrukking in de wereld, en geboorte en dood. In de jaren ’70 kwam daar veelvuldig de vrouw als object van zijn werken bij en zijn werk kreeg soms magisch-realistische trekken. Onder invloed van de ‘revolutie’ in Suriname in 1980 legde hij zich toe op onderwerpen uit de Latijns-Amerikaanse geschiedenis (verzetsstrijd, Indianen, marrons). In 1987 maakte hij in de Gerrit Jan Mulderstraat in  Delfshaven de muurschildering Geef racisme geen kans. Na 1993 werd zijn werk vrijer en werd de werkelijkheid – hoewel meestal nog wel enigszins herkenbaar – uitgangspunt voor een abstractere verbeelding. Vanaf het einde van de jaren ’90 verbleef hij met regelmaat op de Bovenwindse Antillen waar hij werkte, doceerde en exposeerde.

## Over Ro Heilbron
- Rabin S. Baldewsingh, Portret van een kunstarbeider/Portrait of a labourer artist. Rotterdam: Krosbe, 1995.